# فيكي بينا
إسمها الحقيقي ماريا فكتوريا بينا كارولا (بالإسبانية: Maria Victòria Peña Carulla)‏ والمعروفة بإسمها الفني فيكي بينا (بالإسبانية: Vicky Peña)‏ هي ممثلة إسبانية كتلونية ولدت في يوم 11 يناير 1954 في مدينة برشلونة لعائلة فنية، والدها هو الممثل فيليبي بينا ووالدتها مونتسيرات كارولا ممثلة أيضاً، بدأت التمثيل في سنة 1966 ومثلت في العديد من الأفلام والمسرحيات والمسلسلات والدبلجات الصوتية باللغات الإسبانية والكتلونية.

## الأعمال
- الأخوات الستة

## روابط خارجية
- فيكي بينا على موقع IMDb (الإنجليزية)
- فيكي بينا على موقع ألو سيني (الفرنسية)
- فيكي بينا على موقع ألو سيني (الفرنسية)
- فيكي بينا على موقع تيرنر كلاسيك موفيز (الإنجليزية)
- فيكي بينا على موقع أول موفي (الإنجليزية)
- فيكي بينا على موقع قاعدة بيانات الأفلام السويدية (السويدية)
- فيكي بينا على موقع قاعدة بيانات الفيلم (الإنجليزية)
- فيكي بينا على موقع كينوبويسك (الروسية)